# Bregenzer Festspiele
Bregenzer Festspiele er en årligt tilbagevendende kulturfestival i Vorarlberg i delstatshovedstaden Bregenz i Østrig i juli og august.
Centralt for et stort antal af de besøgende er verdens største scene på en sø ("Seebühne"). Festivalen er kendt for sin naturskønne placering ved og på Bodensøen, imponerende scenografi, de for Østrig særlige kabinetstykker, samt en enestående akustik, hvor deres helt særlige lydanlæg interagerer med stedets unikke betingelser. Festivalchef har siden januar 2015 været Elisabeth Sobotka, fungerende administrationschef er Michael Diem, operachefen hedder Susanne Schmidt, skuespilchef er Olaf A. Schmitt.
Bregenzer Festspiele havde i 2014 rekordmange besøgende, 264.000, med over 80 arrangementer. Husorkesteret er Wiener Symphoniker.

## Historie og spillesteder

### Seebühne
På den første festival i 1946 opførte man "Bastien og Bastienne" af Wolfgang Amadeus Mozart, samt hans "Eine kleine Nachtmusik", koreograferet som ballet. Efter en donation fra Karl Deuring havde festivalen fra år 1950 6400 tilskuerpladser, hvormed de kunne bryste sig med den største flydende scene i verden. Den blev i 1979 reduceret til 4400 pladser, men er efterhånden blevet udvidet til næsten 7000 tilskuerpladser.
Årligt er der en stor musikteaterproduktion, i første omgang operetter og syngespil, siden 1970'erne i højere grad operaer med internationalt repertoire, samt Musicals. Mellem 1960 og 1977 blev den flydende scene gentagne gange brugt til ballet. Siden 1985 har produktionerne på den flydende scene været spillet i to år ad gangen.
I foråret 2008 blev nogle af scenerne til James Bond-filmen Quantum of Solace filmet på Seebühne.
I august 2010 fandt premieren på filmen Der Atem des Himmels af Reinhold Bilgeri sted på søscenen. Forestillingen var allerede udsolgt flere uger før premieren.

### Festspielhaus
Den 17. juli 1980 blev Festspielhaus Bregenz, bygget i forlængelse af Seebühne fra 1977 til 1980, åbnet med op til 1.765 tilskuerpladser. Festspielhaus bruges under festivalen i dårligt vejr (for forestillinger på søscenen med reduceret scenografi), men også til andre operaproduktioner, og til orkesterkoncerter.
I 2009 blev det udnævnt til et af Europas bedste scener af dets størrelse af European Association of Event Centers og modtog "Best Center 2009"-prisen.

### Theater am Kornmarkt
Siden 1950'erne er Theater am Kornmarkt blevet brugt til teaterforestillinger (for det meste gæstespil af velkendte teaterhuse som det Wienske Burgtheater). I 1990'erne gæstede Deutsches Theater Berlin. Efter to års pause blev der i 2003 igen lavet forestillinger, teaterstykker, operetter og operaer. I 2007 blev skuespillet Gefährliche Liebschaften opført af Theater in der Josefstadt fra Wien.
Under ledelse af Elisabeth Sobotka har teatret især brugt fremadstormende unge sangere til deres operaproduktioner. Fra 2015 til 2017 spillede man de tre Da Ponte operaer af Mozart, hvor Symphonieorchester Vorarlberg spillede under ledelse af Hartmut Keil.

### Werkstattbühne
Siden efteråret 1997 har den næsten 1000 kvadratmeter store "Werkstattbühne" overvejende været brugt moderne musikteater og moderne skuespil. Udenfor festivaltiden bruges Werkstattbühne til prøver, til popkoncerter og andre arrangementer.

### Andre spillesteder
Festivalen foregår også i Kunsthaus Bregenz.
Tidligere brugte festivalen også rådhuset til orkesterkoncerter, Martinsplatz til udendørs optrædener og Theater Kosmos til gæsteforestillinger.

## Teknik
Scenen kræver også forskelligt nytænkende teknisk udstyr. Ud over den specielle forstærkerteknologi Bregenzer Richtungshören er der også et stort antal trådløse mikrofoner. I 2010 blev der anvendt ca. 30 trådløse mikrofoner, hvilket var på grænsen af det teknisk mulige på den tid, da man ikke havde tilstrækkeligt med tilladt båndbredde .

## Produktioner på Seebühne og Festspielhaus
| År   | Seebühne                                                                                      | Festspielhaus                                                                        |
| 2023 | Madama Butterfly af Giacomo Puccini                                                           |                                                                                      |
| 2022 | Madama Butterfly af Giacomo Puccini                                                           |                                                                                      |
| 2021 | Rigoletto af Giuseppe Verdi                                                                   | Nerone (Nero) af Arrigo Boito                                                        |
| 2020 | Rigoletto af Giuseppe Verdi                                                                   | Nerone (Nero) af Arrigo Boito                                                        |
| 2019 | Rigoletto af Giuseppe Verdi                                                                   | Don Quixotte af Jules Massenet                                                       |
| 2019 | Don Quixote af Jules Massenet                                                                 |                                                                                      |
| 2018 | Carmen af Georges Bizet – Bühnenbild: 2 riesengroße Hände „Bregenz“ und „Lindau“              | Beatrice Cenci af Berthold Goldschmidt (med bl.a. den danske bas Per Bach Nissen)    |
| 2017 | Carmen af Georges Bizet – Bühnenbild: 2 riesengroße Hände „Bregenz“ und „Lindau“              | Moses i Egypten af Gioachino Rossini                                                 |
| 2016 | Turandot af Giacomo Puccini                                                                   | Amleto (Hamlet) af Franco Faccio                                                     |
| 2015 | Turandot af Giacomo Puccini                                                                   | Hoffmanns eventyr' af Jacques Offenbach                                              |
| 2014 | Tryllefløjten af Wolfgang Amadeus Mozart                                                      | Geschichten aus dem Wienerwald af HK Gruber efter Ödön von Horváth (bestillingsværk) |
| 2013 | Tryllefløjten af Wolfgang Amadeus Mozart                                                      | Købmanden fra Venedig af André Tchaikowsky                                           |
| 2012 | Andrea Chénier af Umberto Giordano                                                            | Solaris af Detlev Glanert (bestillingsarbejde)                                       |
| 2011 | Andrea Chénier af Umberto Giordano                                                            | Actherbahn af Judith Weir (bestillingsarbejde)                                       |
| 2010 | Aida af Giuseppe Verdi                                                                        | Passageren af Mieczysław Weinberg                                                    |
| 2009 | Aida af Giuseppe Verdi                                                                        | Król Roger af Karol Szymanowski                                                      |
| 2008 | Tosca af Giacomo Puccini                                                                      | Karl V. af Ernst Křenek                                                              |
| 2007 | Tosca af Giacomo Puccini                                                                      | Døden i Venedigaf Benjamin Britten                                                   |
| 2006 | Trubaduren af Giuseppe Verdi                                                                  | La chute de la Maison Usher af Claude Debussy                                        |
| 2005 | Trubaduren af Giuseppe Verdi                                                                  | Maskarade af Carl Nielsen                                                            |
| 2004 | West Side Story af Leonard Bernstein                                                          | Royal Palace og Protagonisten af Kurt Weill                                          |
| 2003 | West Side Story af Leonard Bernstein                                                          | Den fiffige lille Ræv af Leoš Janáček                                                |
| 2002 | La Bohème af Giacomo Puccini                                                                  | Julietta af Bohuslav Martinů                                                         |
| 2001 | La Bohème af Giacomo Puccini                                                                  | Of Mice and Men af Carlisle Floyd                                                    |
| 2000 | Maskeballet af Giuseppe Verdi                                                                 | Den Gyldne Hane af Nikolaj Rimskij-Korsakov                                          |
| 1999 | Maskeballet af Giuseppe Verdi                                                                 | Den Græske Passion af Bohuslav Martinů                                               |
| 1998 | Porgy og Bess af George Gershwin                                                              | L'Amore dei tre re af Italo Montemezzi                                               |
| 1997 | Porgy og Bess af George Gershwin                                                              | Dæmonen af Anton Rubinstein                                                          |
| 1996 | Fidelio af Ludwig van Beethoven                                                               | Le roi Arthus af Ernest Chausson                                                     |
| 1995 | Fidelio af Ludwig van Beethoven                                                               | Legenden om den Usynlige By Kitezh af Nikolaj Rimskij-Korsakov                       |
| 1994 | Nabucco af Giuseppe Verdi                                                                     | Francesca da Rimini af Riccardo Zandonai                                             |
| 1993 | Nabucco af Giuseppe Verdi                                                                     | Fedora af Umberto Giordano                                                           |
| 1992 | Carmen von Georges Bizet                                                                      | Fausts fordømmelse af Hector Berlioz                                                 |
| 1991 | Carmen von Georges Bizet                                                                      | Mazeppa af Pjotr Ilitj Tjajkovskij                                                   |
| 1990 | Den flyvende hollænder (opera) af Richard Wagner                                              | La Wally af Alfredo Catalani                                                         |
| 1989 | Den flyvende hollænder (opera) af Richard Wagner                                              | Samson et Dalila af Camille Saint-Saëns                                              |
| 1988 | Hoffmanns Eventyr af Jacques Offenbach                                                        | Samson et Dalila af Camille Saint-Saëns                                              |
| 1987 | Hoffmanns Eventyr af Jacques Offenbach                                                        | Ernani af Giuseppe Verdi                                                             |
| 1986 | Tryllefløjten af Wolfgang Amadeus Mozart                                                      | Anna Bolena af Gaetano Donizetti                                                     |
| 1985 | Tryllefløjten af Wolfgang Amadeus Mozart                                                      | I puritani af Vincenzo Bellini                                                       |
| 1984 | Der Vogelhändler af Carl Zeller                                                               | Tosca af Giacomo Puccini                                                             |
| 1983 | Kiss Me, Kate af Cole Porter                                                                  | Jægerbruden af Carl Maria von Weber                                                  |
| 1982 | Zigeunerbaronen af Johann Strauss den yngre                                                   | Lucia di Lammermoor af Gaetano Donizetti                                             |
| 1981 | West Side Story af Leonard Bernstein                                                          | Otello af Giuseppe Verdi                                                             |
| 1980 | Bortførelsen fra Seraillet af Wolfgang Amadeus Mozart                                         | Falstaff af Giuseppe Verdi                                                           |
| 1979 | Turandot af Giacomo Puccini                                                                   |                                                                                      |
| 1978 | 1001 Nat af Ernst Reiterer efter motiver af Johann Strauss den yngre                          |                                                                                      |
| 1977 | Oberon af Carl Maria von Weber                                                                |                                                                                      |
| 1977 | Tornerose (ballet) af Pjotr Ilitj Tjajkovskij                                                 |                                                                                      |
| 1976 | Hoffmanns eventyr' af Jacques Offenbach                                                       |                                                                                      |
| 1975 | En Nat i Venedig af Johann Strauss den yngre                                                  |                                                                                      |
| 1975 | Le Corsaire (ballet) af Adolphe Adam                                                          |                                                                                      |
| 1974 | Carmen af Georges Bizet                                                                       |                                                                                      |
| 1973 | Den flyvende Hollænder af Richard Wagner                                                      |                                                                                      |
| 1972 | Der Bettelstudent af Karl Millöcker                                                           |                                                                                      |
| 1972 | The Fairy Queen af Henry Purcell                                                              |                                                                                      |
| 1971 | Porgy og Bess af George Gershwin                                                              |                                                                                      |
| 1970 | Flagermusen af Johann Strauss den yngre                                                       |                                                                                      |
| 1969 | Hochzeit am Bodensee af Robert Stolz                                                          |                                                                                      |
| 1969 | Othello, ballet af Jan Hanuš                                                                  |                                                                                      |
| 1968 | Den glade Enke af Franz Lehár                                                                 |                                                                                      |
| 1967 | Zar und Zimmermann af Albert Lortzing                                                         |                                                                                      |
| 1967 | Scheherazade (som ballet) af Nikolaj Rimskij-Korsakov og Polovetserdanse af Aleksandr Borodin |                                                                                      |
| 1966 | Den skønne Helene af Jacques Offenbach                                                        |                                                                                      |
| 1966 | Svanesøen, ballet af Pjotr Ilitj Tjajkovskij                                                  |                                                                                      |
| 1965 | En Nat i Venedig af Johann Strauss den yngre                                                  |                                                                                      |
| 1965 | Die Irrfahrten des Odysseus, ballett af Helmut Eder                                           |                                                                                      |
| 1964 | Smilets Land af Franz Lehár                                                                   |                                                                                      |
| 1964 | Tornerose (ballet) af Pjotr Ilitj Tjajkovskij                                                 |                                                                                      |
| 1963 | Banditenstreiche af Franz von Suppé                                                           |                                                                                      |
| 1963 | Sylvia, ballet af Léo Delibes                                                                 |                                                                                      |
| 1962 | Trauminsel af Robert Stolz                                                                    |                                                                                      |
| 1962 | Nøddeknækkeren, ballet af Pjotr Ilitj Tjajkovskij                                             |                                                                                      |
| 1961 | Zigeunerbaronen af Johann Strauss den yngre                                                   |                                                                                      |
| 1961 | Romeo og Julie, ballet af Sergej Prokofjev                                                    |                                                                                      |
| 1960 | Wiener Blut af Johann Strauss den yngre                                                       |                                                                                      |
| 1960 | Svanesøen, ballet af Pjotr Ilitj Tjajkovskij                                                  |                                                                                      |
| 1959 | 1001 Nat af Ernst Reiterer efter motiver af Johann Strauss den yngre                          |                                                                                      |
| 1958 | Den solgte brud af Bedřich Smetana                                                            |                                                                                      |
| 1957 | Zar und Zimmermann af Albert Lortzing                                                         |                                                                                      |
| 1956 | Der Bettelstudent af Karl Millöcker                                                           |                                                                                      |
| 1955 | En Nat i Venedig af Johann Strauss den yngre                                                  |                                                                                      |
| 1954 | Flagermusen af Johann Strauss den yngre                                                       |                                                                                      |
| 1953 | Boccaccio af Franz von Suppé                                                                  |                                                                                      |
| 1952 | Der Vogelhändler af Carl Zeller                                                               |                                                                                      |
| 1951 | Zigeunerbaronen af Johann Strauss den yngre                                                   |                                                                                      |
| 1950 | Gasparone af Karl Millöcker                                                                   |                                                                                      |
| 1949 | 1001 Nat af Ernst Reiterer efter motiver af Johann Strauss den yngre                          |                                                                                      |
| 1948 | En Nat i Venedig af Johann Strauss den yngre                                                  |                                                                                      |
| 1947 | Bortførelsen fra Seraillet af Wolfgang Amadeus Mozart                                         |                                                                                      |
| 1946 | Bastien og Bastienne og Eine kleine Nachtmusik (som ballet) af Wolfgang Amadeus Mozart        |                                                                                      |

## Festivalchefer
- 1946–1952/1954: arbejdsudvalg under Bregenzer Festspielgemeinde[10]
- 1952 / 1954-1982: Ernst Bär
- 1983-2003: Alfred Wopmann
- 2004-2014: David Pountney
- siden 2015: Elisabeth Sobotka

## Formænd
- 1963-1968: Walter Rhomberg[11]
- 1968-1981: Albert Fuchs
- 1981-2012: Günter Rhomberg
- siden 2012: Hans-Peter Metzler[12]

## Udmærkelser
- 2009: Kulturmarke des Jahres af Agentur Causales i Berlin[13]
- 2014: International Opera Awards 2014, årets verdenspremiere (for André Tjaikovskij: Købmanden fra Venedig)
- 2015: International Opera Awards 2015, Årets Festival[14]